# Восточно-Сибирский институт МВД России
Восточно-Сибирский институт Министерства внутренних дел Российской Федерации — федеральное государственное казённое образовательное учреждение высшего образования «Восточно-Сибирский институт Министерства внутренних дел Российской Федерации» (ФГКОУ ВО ВСИ МВД России) осуществляет подготовку, переподготовку и повышение квалификации специалистов для правоохранительных органов Российской Федерации. в г. Иркутске.

## История
В соответствии с Приказом МООП РСФСР № 0504 от 21 августа 1962 г. в Иркутске открывается отделение факультета заочного обучения Высшей школы МООП РСФСР. Это было первое в городе высшее учебное заведение Министерства охраны общественного порядка, готовившее юристов для органов внутренних дел. Первым начальником Иркутского отделения стал прибывший из Москвы полковник В. И. Афанасенко.
В марте 1966 г. Иркутское отделение факультета заочного обучения Высшей школы МООП РСФСР передается в состав Омской высшей школы милиции.
26 марта 1968 г. подписан Приказ МООП СССР № 0117 «Об организации Иркутского пожарно-технического училища МВД СССР». Начальником училища назначен майор внутренней службы Алифанов Александр Павлович.
14 августа 1971 г. постановлением Президиума Верховного Совета РСФСР училищу было вручено Красное знамя. Его Торжественное вручение ознаменовало завершение процесса формирования училища. Однако первый выпуск состоялся уже 30 июня 1971 г. Дипломы Иркутского пожарно-технического училища МВД СССР по специальности «противопожарная техника и безопасность» получили 150 курсантов. С 1971 г. при училище действовали курсы повышения квалификации, с 1973 г. — заочное отделение. В 1978 г. осуществлен первый выпуск 74 специалистов заочного отделения.
31 января 1978 г. постановлением правительства создан Иркутский факультет Высшей инженерной пожарно-технической школы МВД РСФСР.
В марте 1979 г. выдан государственный акт на бессрочное право пользования землёй под загородную военно-спортивную базу.
Иркутское отделение заочного обучения Омской высшей школы милиции в сентябре 1982 г. стало частью факультета заочного обучения Хабаровской высшей школы МВД.
Иркутский филиал Красноярской специальной средней школы милиции образован в соответствии с Приказом МВД СССР № 0114 от 16 июня 1989 года.
На основании Постановления Совета Министров — Правительства Российской Федерации № 791-р от 8 мая 1993 г. и Приказа Министра внутренних дел Российской Федерации № 309 от 30 июня 1993 г. создана Иркутская высшая школа МВД России на базе четырех учебных заведений:
- Иркутского факультета высшей инженерной пожарно-технической школы МВД СССР;
- Иркутского пожарно-технического училища МВД СССР;
- Отделения заочного обучения Хабаровской высшей школы МВД СССР;
- Иркутского филиала Красноярской средней специальной школы МВД СССР.

Приказом Министра внутренних дел Российской Федерации от 10 августа 1993 г. начальником Иркутской высшей школы МВД России назначен подполковник милиции Чернов Анатолий Викторович.
В школе работали 25 кандидатов наук, из них 12 имели ученое звание доцента.
В октябре 1993 г. создана общественная организация ветеранов школы на общем собрании ветеранов в количестве 90 человек, из них 11 человек — участники Великой Отечественной войны 1941—1945 годов, 7 человек — участники тыла. Председателем ветеранской организации единогласно избран полковник внутренней службы в отставке Синяев Федор Федорович.
В 1994 г. открыты курсы повышения квалификации руководящих работников и специалистов внутренних дел.
Установление международных связей началось с 1994 г., когда институт стал организатором научно-практических форумов с участием зарубежных специалистов из Канады, Франции, США по борьбе с лесными пожарами, по расследованию финансовых преступлений, по противодействию домашнему насилию.
В 1995 г. на базе учебно-консультационного пункта в г. Улан-Удэ (Бурятия) Приказом МВД России создано отделение заочного обучения по специальности 021100 «Юриспруденция», начальником отделения назначен полковник внутренней службы Е. М. Мацуков.
Приказом Министерства общего и профессионального образования Российской Федерации от 11 октября 1996 г. в школе открыта адъюнктура по специальности 052603 «Пожарная безопасность».
После успешной аттестации в 1997 году, Иркутская высшая школа МВД России согласно Постановлению Правительства Российской Федерации № 80-р от 24 января 1998 г. и Приказу МВД России № 389 от 5 февраля 1998 г. переименована в Восточно-Сибирский институт МВД России.
4 ноября 1998 года заместитель начальника ГУК МВД России генерал-майор внутренней службы Ю. П. Пузанов от имени Президента Российской Федерации вручил Знамя и Грамоту начальнику института генерал-майору милиции А. В. Чернову.
В 2002 году Улан-Удэнское отделение заочного обучения преобразовано в филиал заочного обучения Восточно-Сибирского института МВД России.
Приказом МВД России от 29.08.2003 года № 280 в институте образован факультет дополнительного профессионального образования. Начальником факультета назначен подполковник милиции А. В. Данеев.
В 2005 году в институте был образован новый факультет очного обучения по подготовке следователей и судебных экспертов. Начальником факультета с 28 июля 2005 года назначен полковник милиции В. Б. Трифонов, ранее возглавлявший юридический факультет. Начальником юридического факультета назначен полковник милиции С. Е. Довгополый.
1 февраля 2012 года начальником был назначен полковник полиции Карнович Сергей Анатольевич.
В 2013 году в структуре института были созданы факультет профессионального обучения и дополнительного профессионального образования и факультет дополнительного профессионального образования (дислокация г. Ангарск).

## Факультеты
Подготовку специалистов для органов внутренних дел в Федеральном государственном казённом образовательном учреждении «Восточно-Сибирский институт Министерства внутренних дел Российской Федерации» осуществляют следующие структурные подразделения:
- Факультет правоохранительной деятельности
- Факультет подготовки следователей и судебных экспертов
- Факультет заочного обучения
- Факультет профессиональной подготовки, переподготовки и повышения квалификации
- Факультет переподготовки и повышения квалификации (дислокация г. Ангарск)
- Адъюнктура

## Образовательный процесс
В институте функционируют 17 кафедр.
Программам специалитета:
по очной форме обучения:
- по специальности Правовое обеспечение национальной безопасности, специализация — уголовно-правовая (второй уровень высшего образования, квалификация «юрист»), срок обучения 5 лет;
- по специальности Правоохранительная деятельность, специализация — оперативно-разыскная деятельность органов внутренних дел (второй уровень высшего образования, квалификация «юрист»), срок обучения 5 лет.

по заочной форме обучения:
- по специальности Правовое обеспечение национальной безопасности, специализация — уголовно-правовая (второй уровень высшего образования, квалификация «юрист»), срок обучения 6 лет;
- по специальности Правоохранительная деятельность, специализация — административная деятельность органов внутренних дел (второй уровень высшего образования, квалификация «юрист»), срок обучения 6 лет.

Программам бакалавриата:
- по направлению подготовки Юриспруденция (первый уровень высшего образования, квалификация «бакалавр»).

Программам подготовки научно-педагогических кадров в адъюнктуре:
- по направлению подготовки Юриспруденция.

Адъюнктура осуществляет подготовку по очной и заочной формам обучения по научным специальностям:
- 12.00.01 Теория и история права и государства; история учений о праве и государстве;
- 12.00.08 Уголовное право и криминология; уголовно-исполнительное право;
- 12.00.09 Уголовный процесс;
- 12.00.12 Криминалистика; судебно-экспертная деятельность; оперативно-розыскная деятельность.

### Научно-исследовательская работа
Особенностью научных исследований, проводимых преподавателями института, является их тесная связь с практическими органами. Сотрудники института входят в состав научно-практической секции ГУ МВД России по Иркутской области.

### Международное сотрудничество
Восточно-Сибирский институт МВД России развивает деловые контакты с партнерскими учреждениями и организациями Китайской Народной Республики, Монголии, Республики Казахстан, Кыргызской Республики, Республики Таджикистан, Республики Узбекистан, Туркменистаном.
Ежегодно представители института в составе делегации МВД России принимают участие в заседании российско-китайской рабочей группы по сотрудничеству МВД России и МОБ КНР в области подготовки кадров. 

### Спортивная жизнь института
На базе Института ежегодно проводятся спартакиады по различным видам спорта.
Сборные команды института участвуют в соревнованиях различных уровней. Наиболее популярными являются чемпионаты России среди учебных заведений МВД России, спартакиада среди вузов Иркутска, спартакиада коллективов «Динамо», традиционные соревнования по различным видам спорта. Спортсмены ВСИ МВД РФ регулярно становятся лидерами, занимают призовые места в командном и личном первенствах.
В институте работают спортивные секции по борьбе, самбо, дзюдо, рукопашному бою, боксу, кикбоксингу, лёгкой атлетике, волейболу, мини-футболу и баскетболу.
Мастер спорта международного класса майор внутренней службы А. А. Ахматгатин стал чемпионом Всемирных полицейских игр в Австралии и обладателем Кубка Бельгии. Лейтенант внутренней службы командир взвода А. М. Мишин занял второе место на чемпионате Европы, участвовал в Олимпийских играх 2000 года в Сиднее. Спортсмены института Алексей Гордеев и Андрей Деревцов регулярно занимали призовые места в чемпионате МВД России по боксу, кикбоксингу, рукопашному бою. Команда боксеров института систематически занимает первое место на соревнованиях на приз Министра внутренних дел РФ.